# EC-130H 컴패스 콜

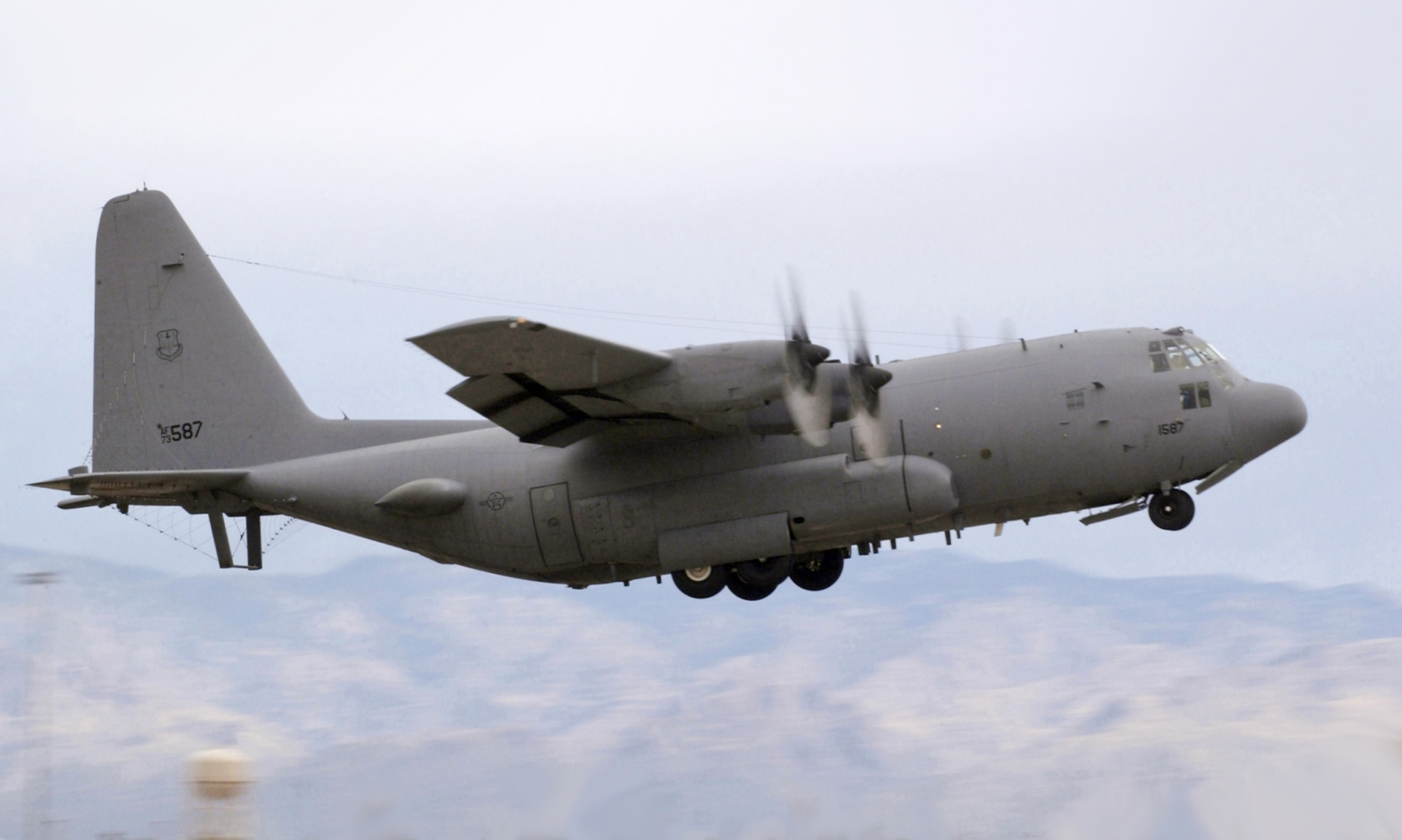
EC-130H 컴패스 콜

EC-130H 컴패스 콜은 미국 공군의 전자전기이다.

## 역사
1982년 실전배치되었다. EC-130H 컴패스 콜, 보잉 EA-18G 그라울러, F-16 CJ는 미국의 전자전기 삼총사라고 불리며, 미국 공군의 SEAD 임무를 맡는다. 컴패스 콜이 적의 장거리 지대공 레이다를 전파방해하면, F-16CJ가 150 km까지 접근해서 AGM-88 함 대레이다 미사일을 발사한다. 그라울러는 항공모함 함재기로서, 전자전기와 미사일을 동시에 탑재한다.
2017년 9월, 미공군은 차세대 컴패스 콜 EC-X에 L3 테크놀로지가 무선장비를 장착할 것이라고 밝혔다. 걸프스트림 G550을 개조할 것이다.

## 이스라엘

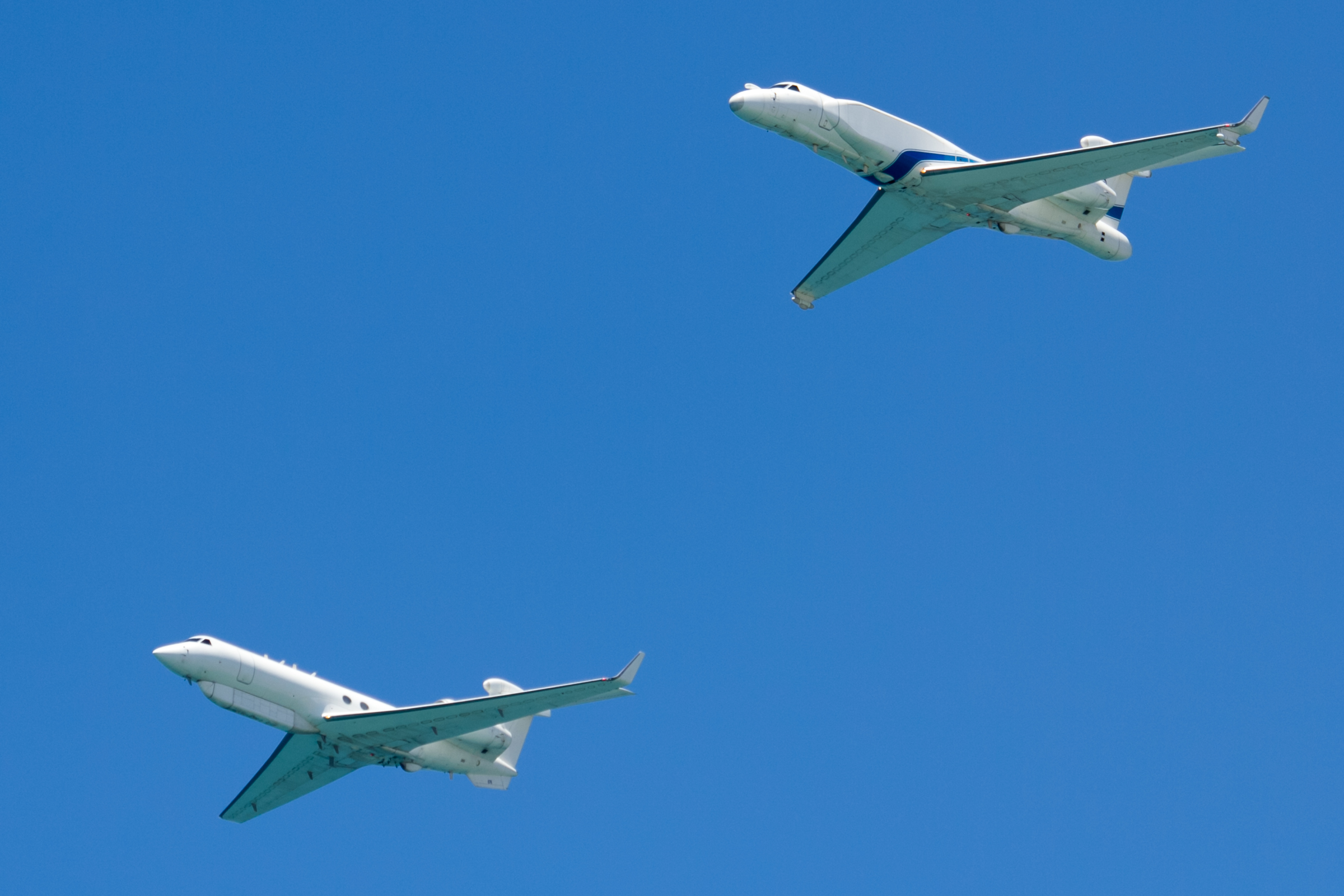
2016년 이스라엘 나숀 비행대대의 샤빗 전자전기(왼쪽)와 에이탐 조기경보기. 모두 걸프스트림 G550을 개조했다.

이스라엘은 네바팀 공군기지의 나숀 비행대대에 3대가 배치된 나숀 샤빗(Nachshon Shavit) 전자전기 중 한 대가 적의 대공 레이다에 전자전 공격을 하면, F-15나 F-16이 적의 레이다 기지를 공습한다. 2007년 시리아 원전을 공습할 때 나숀 샤빗 전자전기를 사용했다. 오차드 작전 참조. 한국이 그라울러 수입을 검토한 적은 있지만, 나숀 샤빗 전자전기 구매를 검토했었다는 보도는 없었다. 나숀 샤빗 전자전기는 걸프스트림 G550을 개조한 것이다. 2017년 미공군이 차세대 컴패스 콜로 이스라엘 나숀 샤빗을 모방해서, 걸프스트림 G550 전자전기를 개발할 것이라고 발표했다.

## 같이 보기
- 걸프스트림 G550